# Beira (Portugal)
Beira es una región histórica y cultural portuguesa, que comprende las regiones de Beira Litoral, Beira Alta y Beira Baixa. Para algunos geógrafos, estas dos últimas forman una unidad geográfica propia: la Beira Interior.
Beira fue una de las seis divisiones —llamadas comarcas y, después, provincias— en las que se dividía Portugal hasta el siglo XIX.
Corresponde aproximadamente a la actual región estadística (NUTS II) del Centro de Portugal (excluyendo, a saber, la parte norte de Estremadura y de Ribatejo, que no pertenecen a la región histórica de Beira). Corresponde también, aproximadamente a los distritos de Aveiro, Viseo, Guarda (excluyendo los municipios más norteños de estos 3 distritos), Coímbra, Castelo Branco y a la mitad Norte del distrito de Leiría.

## Geografía

### Municipios
La subregión de Beira Litoral incluye 38 municipios:
- Distrito de Aveiro (15 de los 19 municipios): Águeda, Albergaria-a-Velha, Anadia, Aveiro, Estarreja, Ílhavo, Mealhada, Murtosa, Oliveira de Azeméis, Oliveira do Bairro, Ovar, São João da Madeira, Sever do Vouga, Vagos y Vale de Cambra.

- Distrito de Coímbra (14 de los 17 municipios): Arganil, Cantanhede, Coímbra, Condeixa-a-Nova, Figueira da Foz, Góis, Lousã, Mira, Miranda do Corvo, Montemor-o-Velho, Penacova, Penela, Poiares y Soure.

- Distrito de Leiría (8 de los 16 municipios): Alvaiázere, Ansião, Batalha, Castanheira de Pêra, Figueiró dos Vinhos, Leiría, Pedrógão Grande y Pombal.

- Distrito de Santarén (1 de los 21 municipios): Ourém.

La subregión de Beira Alta incluye 33 municipios:
- Distrito de Coímbra (2 de los 17 municipios): Oliveira do Hospital y Tábua.

- Distrito de Guarda (13 de los 14 municipios): Aguiar da Beira, Almeida, Celorico da Beira, Figueira de Castelo Rodrigo, Fornos de Algodres, Gouveia, Guarda, Manteigas, Mêda, Pinhel, Sabugal, Seia y Trancoso.

- Distrito de Viseo (18 de los 24 municipios): Carregal do Sal, Castro Daire, Mangualde, Moimenta da Beira, Mortágua, Nelas, Oliveira de Frades, Penalva do Castelo, Penedono, Santa Comba Dão, São Pedro do Sul, Sátão, Sernancelhe, Tarouca, Tondela, Vila Nova de Paiva, Viseo y Vouzela.

La subregión de Beira Baixa incluye 23 municipios:

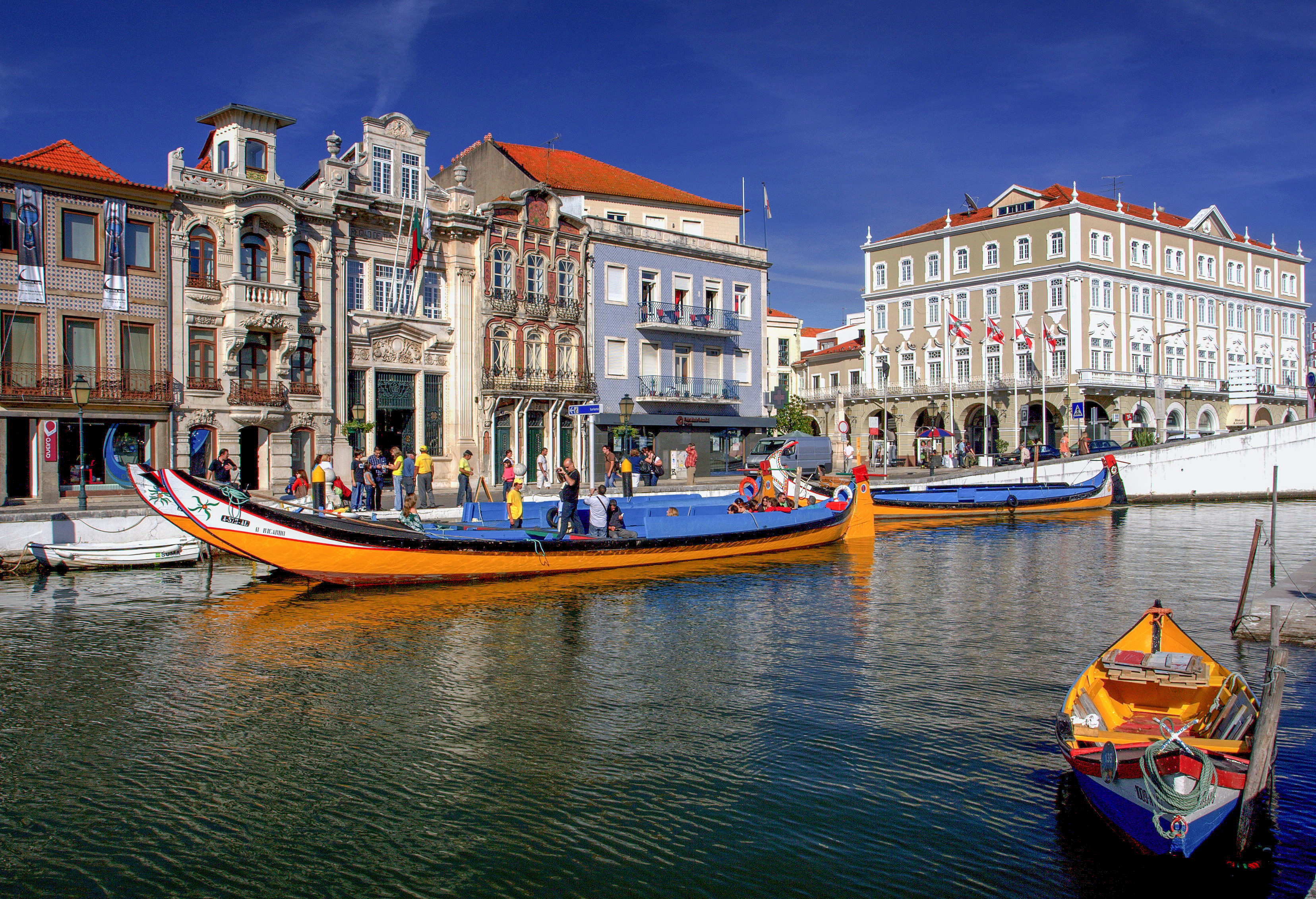
Aveiro
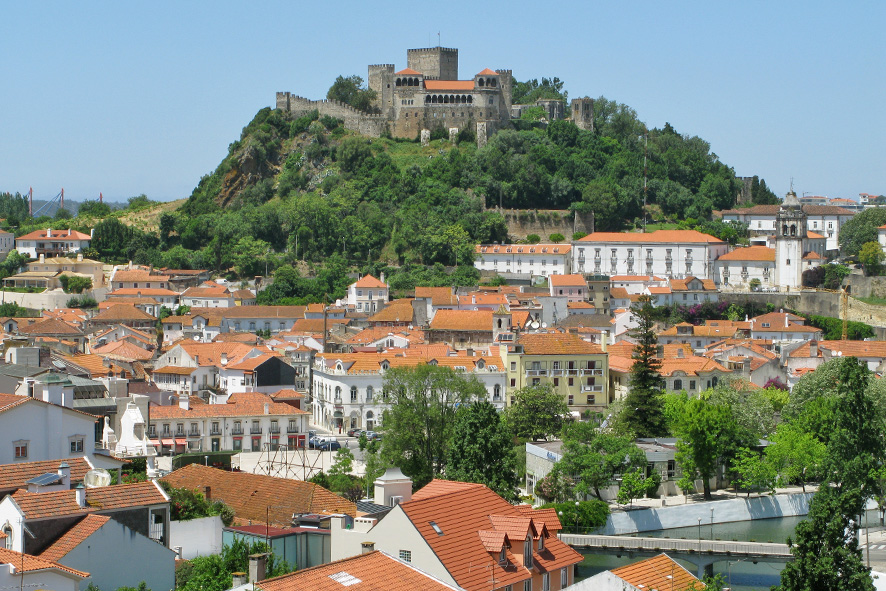
Leiría
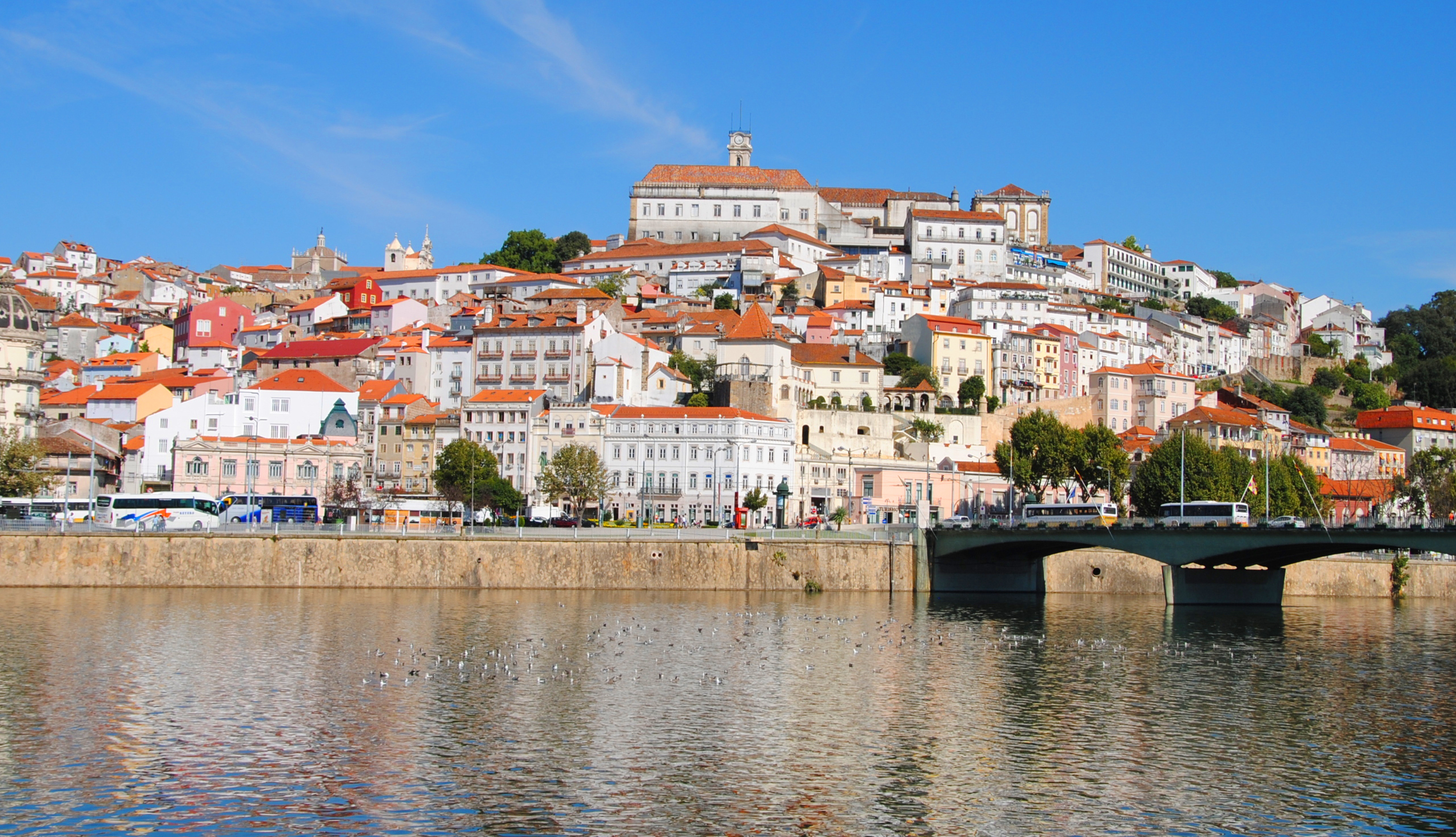
Coímbra
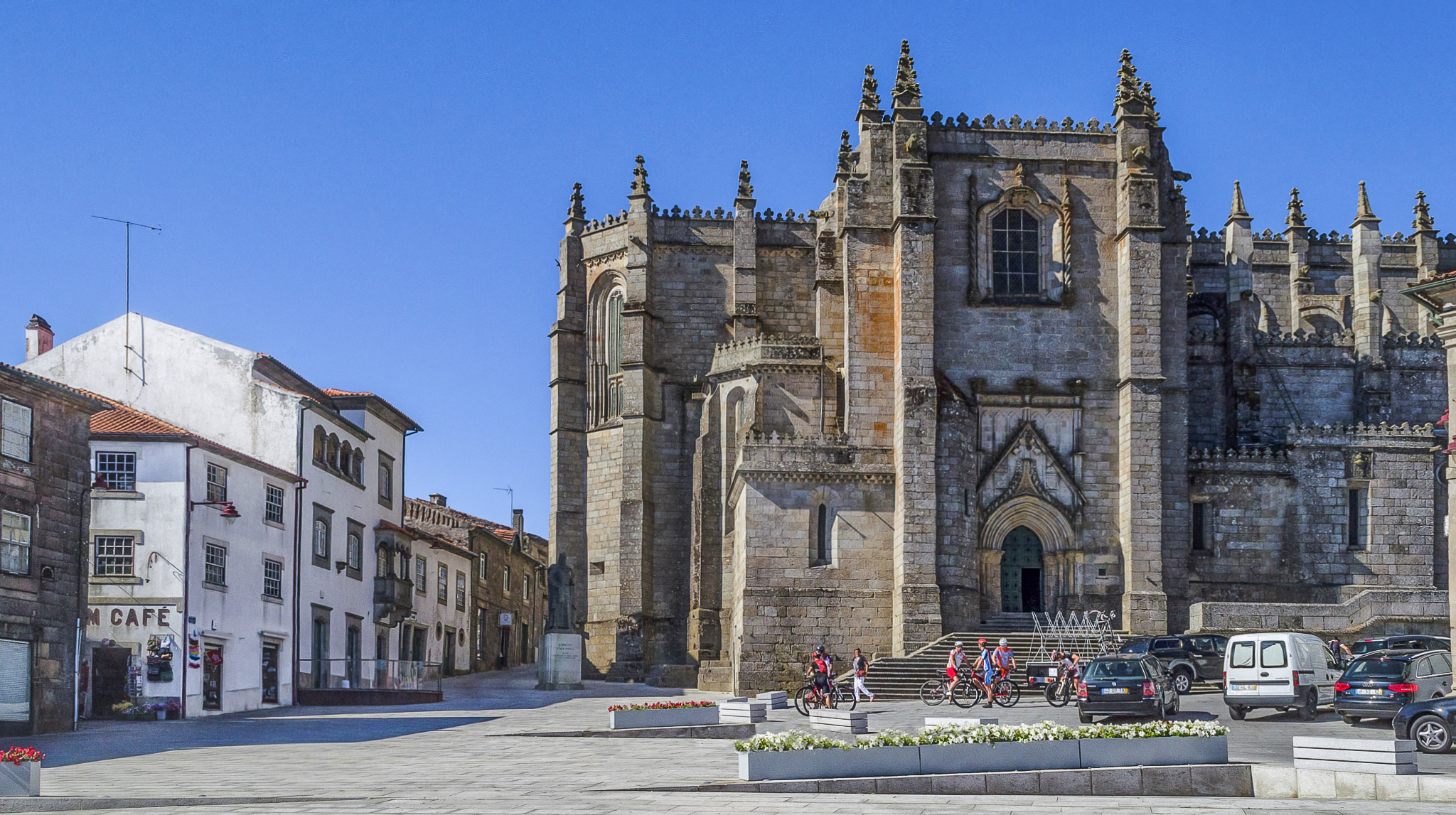
Guarda
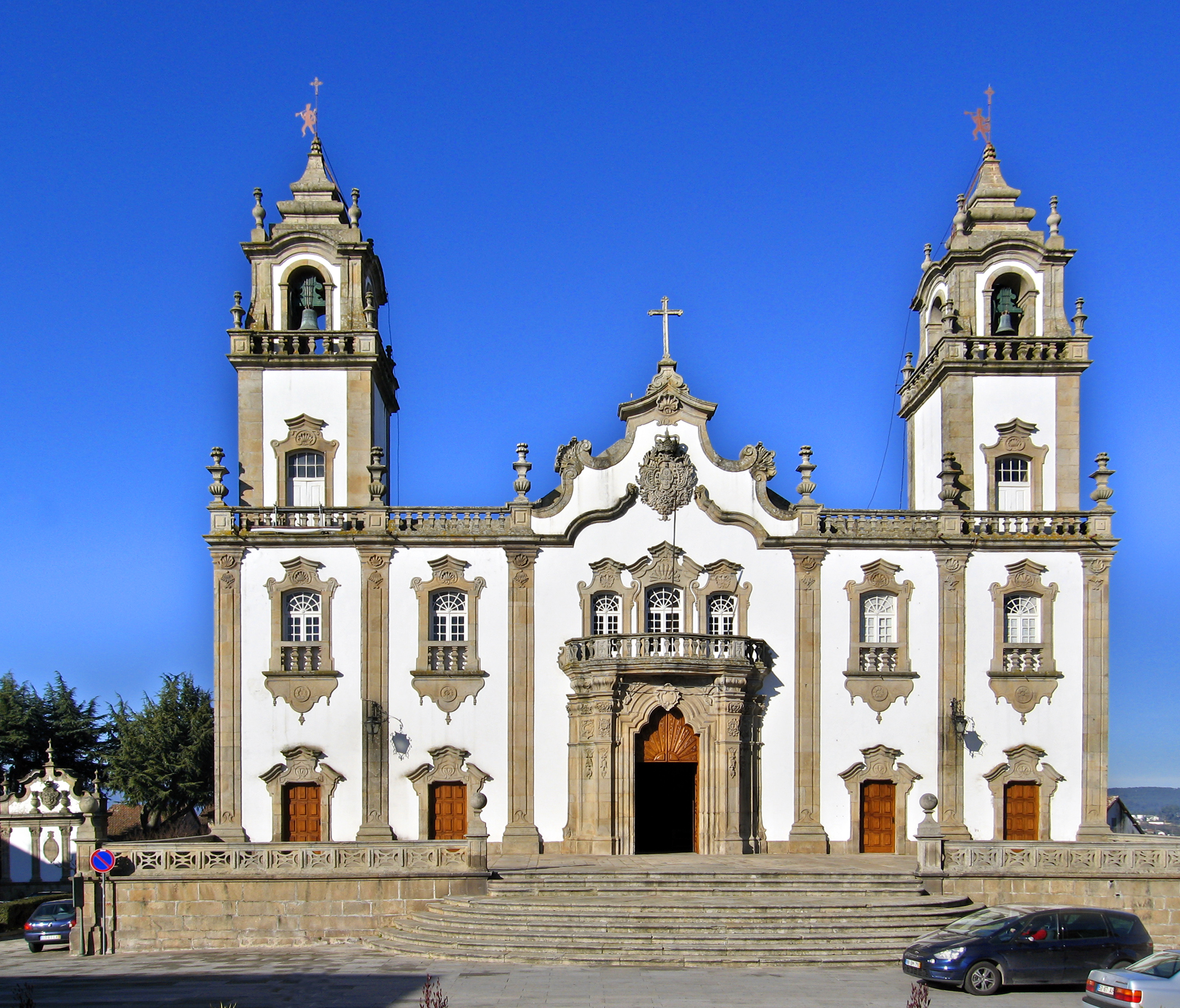
Viseo
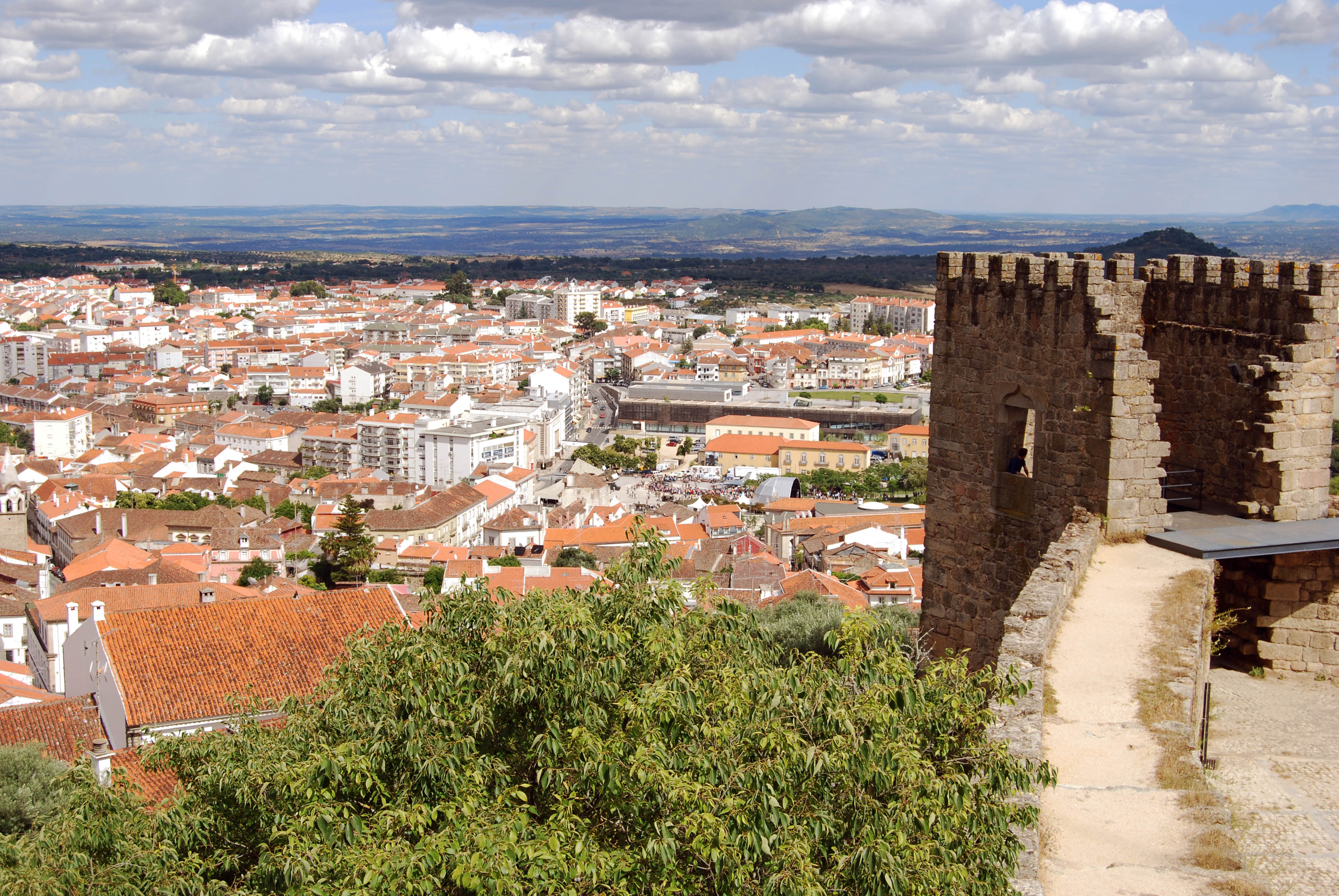
Distrito de Castelo Branco (21 municipios): Belmonte, Castelo Branco, Covillana, Fundão, Idanha-a-Nova, Oleiros, Penamacor, Proença-a-Nova, Sertã, Vila de Rei y Vila Velha de Ródão.
- Distrito de Coímbra (1 de los 17 municipios): Pampilhosa da Serra.
- Distrito de Santarén (1 de los 21 municipios): Mação.

- Aveiro
- Leiría
- Coímbra
- Guarda
- Viseo
- Castelo Branco

## Historia
El territorio de Beira correspondía inicialmente a la región interior del territorio portugués, limitada al norte por el río Duero y al sur por el río Tajo. Más tarde, pasó a incluir también una franja costera del territorio, entre el río Duero y el río Mondego. En resultado, se convirtió en la provincia más grande de Portugal.
Tal vez porque era la provincia más grande de Portugal, en el siglo XVII, se transformó en un principado honorario, cuya dueña era, inicialmente, la hija mayor del monarca y, más tarde, el heredero al príncipe heredero de Portugal.

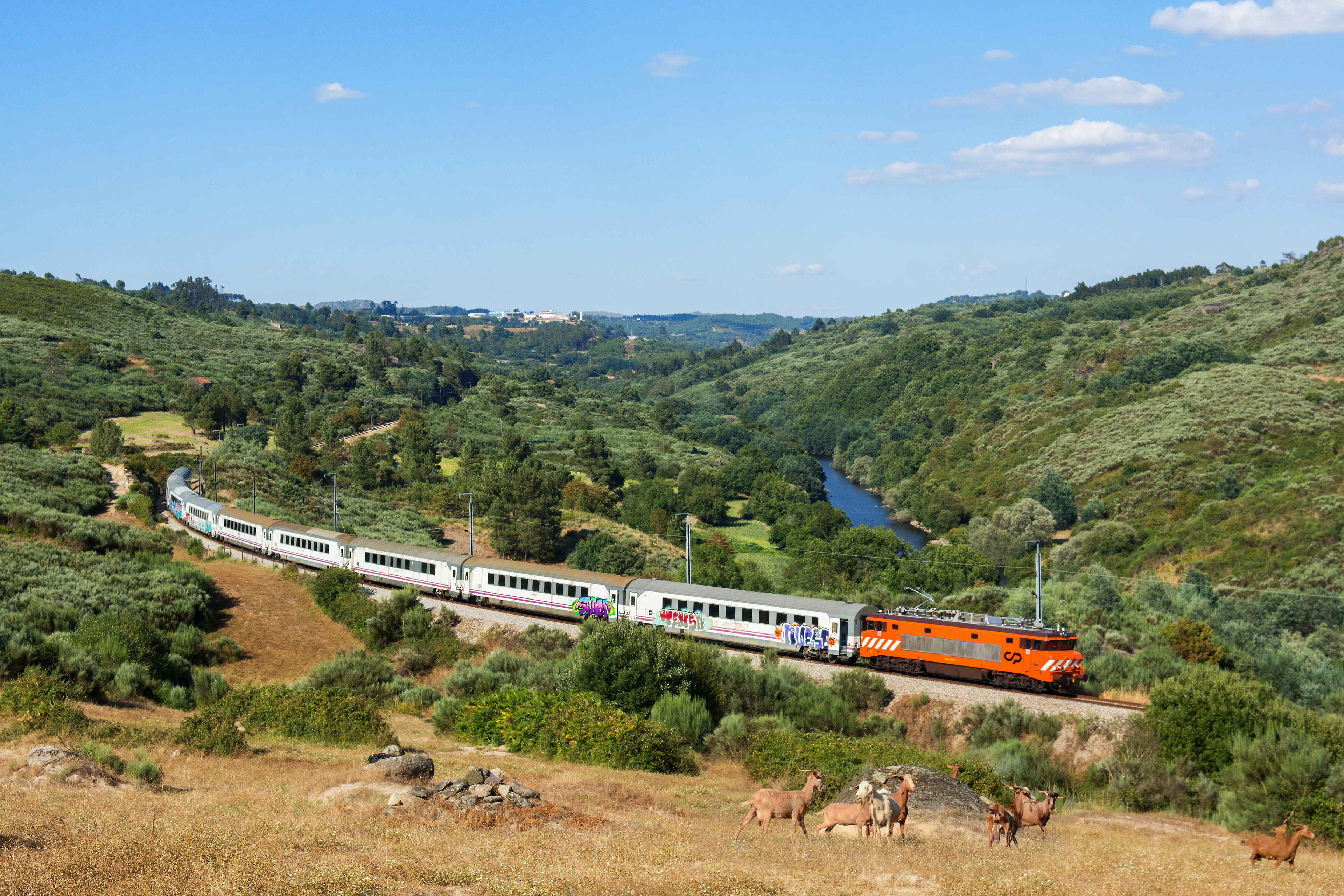
El tren de la Beira Baixa cerca del municipio de Fornos de Algodres

Hasta el siglo XVII, Beira era una comarca encabezada por un corregidor que representaba al Rey y que ejercía las funciones de magistrado administrativo y judicial. Desde entonces, se vio dividida en varias comarcas, cada una con su propio corregidor.
A principios del siglo XIX, Beira incluía las comarcas de Coímbra, Feira, Aveiro, Arganil, Viseo, Lamego, Trancoso, Pinhel, Linhares y Castelo Branco.
La provincia de Beira se ha convertido, entonces, solamente en una división militar, encabezada por un «gobernador de las armas».
A través de la reforma administrativa de 1832, el territorio interior de Beira se dividió en dos provincias: Beira Alta y Beira Baixa. Mientras, su región costera se fusionó con la comarca de Oporto, dando lugar a la provincia de Douro.
En la división administrativa de 1835, las provincias se tornaron en agrupaciones de distritos, solamente con fines estadísticos y de referencia regional, sin cualquier tipo de órganos propios. En el viejo principado de Beira, la provincia de Beira Alta incluía el distrito de Viseo; la provincia de Beira Baixa incluía los distritos de Guarda y de Castelo Branco; y la provincia de Douro incluía los distritos de Coímbra, Aveiro y Oporto (este último correspondiendo al territorio de la antigua provincia de Entre-Douro y Minho).
En 1936, en la secuencia de la Constitución de 1933, Portugal fue dividido de nuevo en provincias administrativas. La división que fue implementada se basó en un estudio geográfico que dividió el país en 13 «regiones naturales». Cuatro de esas regiones naturales fueron creadas en el territorio de Beira, a saber: Beira Litoral, Beira Baixa, Beira Alta y Beira Transmontana (esta última incluida en Beira Alta). La región de Beira Litoral incluyó Leiría y partes de su distrito que nunca habían pertenecido a la antigua región de Beira. Estas provincias dejaron de tener órganos propios en 1959, y se han extinguido en 1976, después de la aprobación de la nueva constitución.
Afonso de Santa Maria de Bragança, como hijo del pretendiente al trono portugués Eduardo Pío (proclamado Duque de Braganza) ostentaría el título de Príncipe de Beira.

## Aldeas históricas
En la región de la Beira Interior se encuentran algunas de las aldeas más pintorescas de Portugal, que se agrupan formando la ruta de las aldeas históricas de Portugal, 12 pueblos reconocidos por su patrimonio cultural y paisajístico, y que han tomado parte de momentos concretos de la historia de Portugal. La ruta está compuesta por las aldeas de Almeida, Belmonte, Castelo Mendo, Castelo Novo, Castelo Rodrigo, Idanha-a-Velha, Linhares da Beira, Marialva, Monsanto, Piódão, Sortelha e Trancoso.
La mayoría de las aldeas cuentan con castillos, murallas, fortificaciones y otras construcciones medievales de defensa de la frontera. Monsanto, en el municipio de Idanha-a-Nova, distrito de Castelo Branco, recibió en 1928 el título de «aldea más portuguesa de Portugal».
Almeida posee una fortaleza con forma de estrella de 12 puntas (hexágono doble) con seis baluartes e igual número de revellines. Está rodeada de un foso de 12 metros de ancho, a lo largo de un perímetro de 2,5 kilómetros. Durante su momento histórico, la guarnecían 5000 hombres y poseía más de cien bocas de fuego de diversos calibres. Sufrió importantes cercos en 1762, durante la Guerra de los Siete Años y en 1810 durante la Guerra Peninsular tras la invasión del país por parte de la Francia de Napoleón.

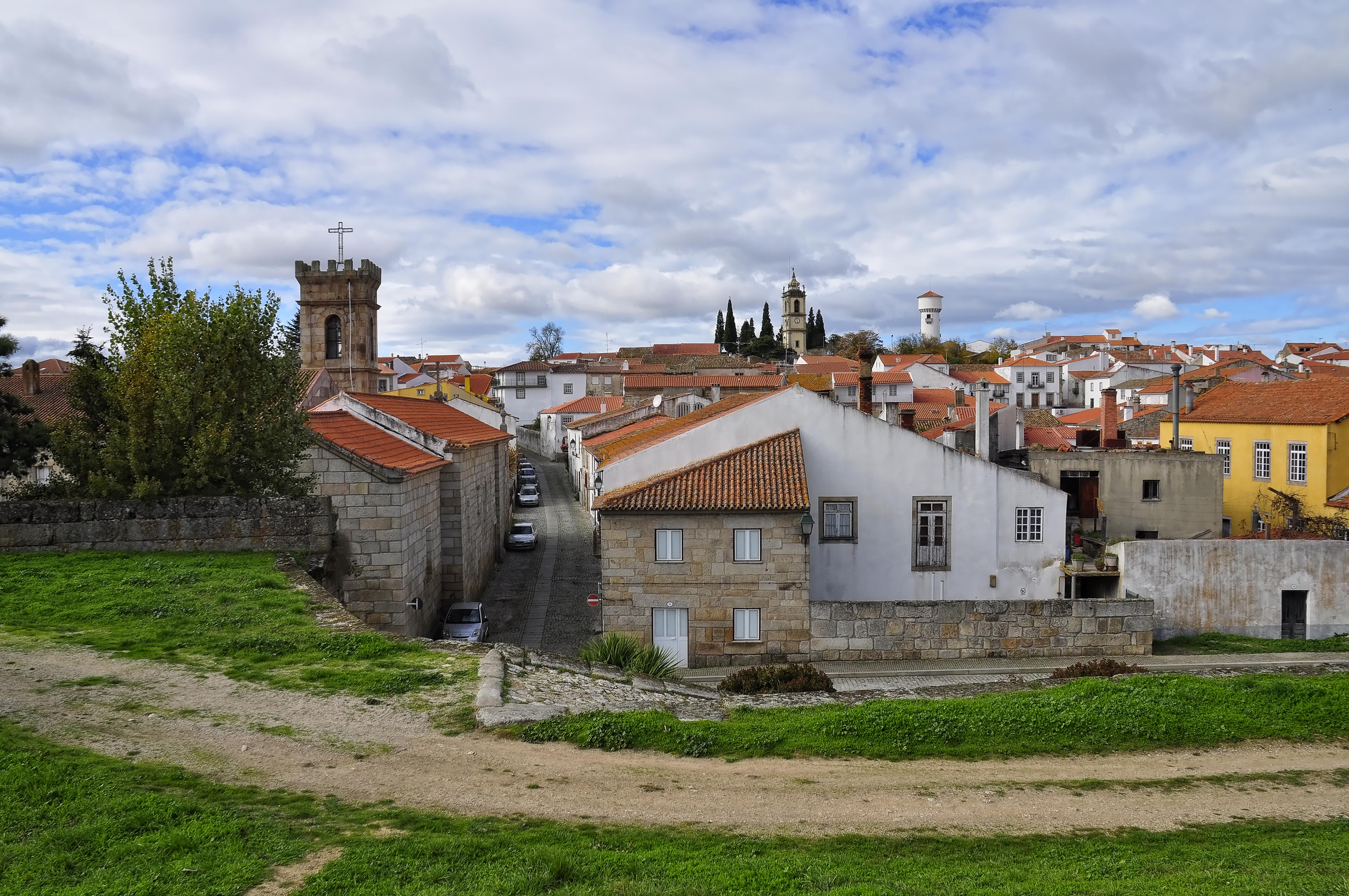
Almeida
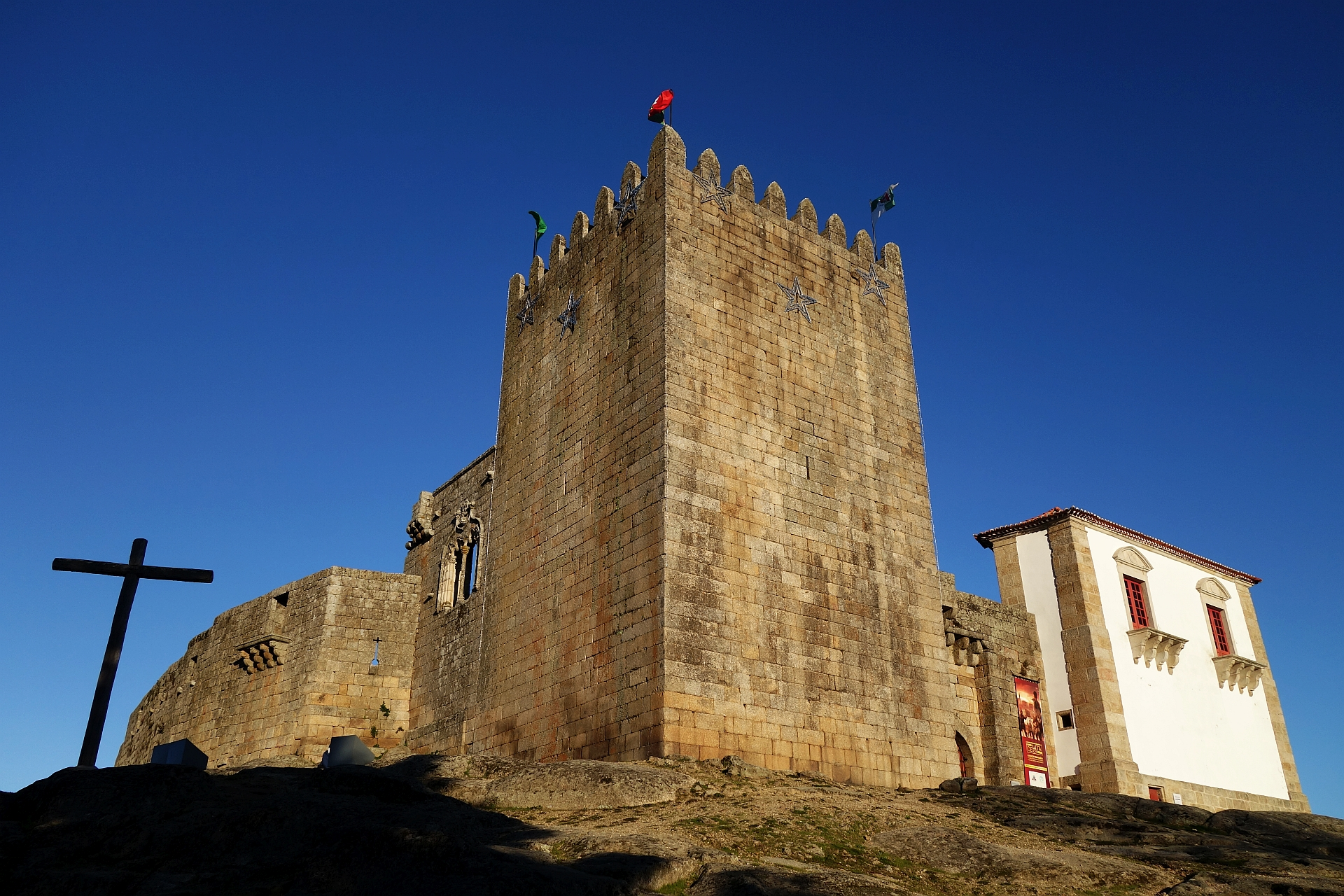
Belmonte
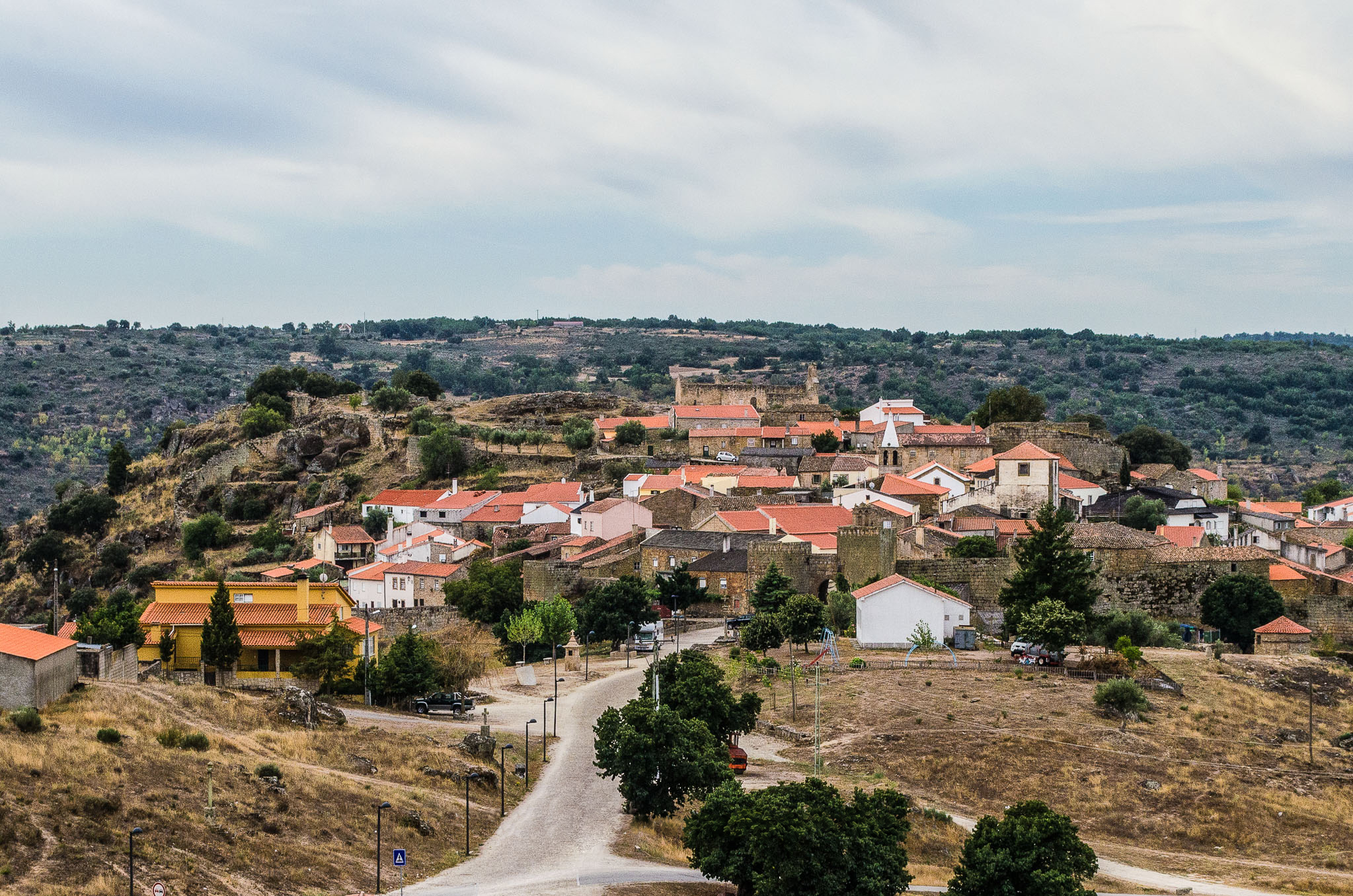
Castelo Mendo
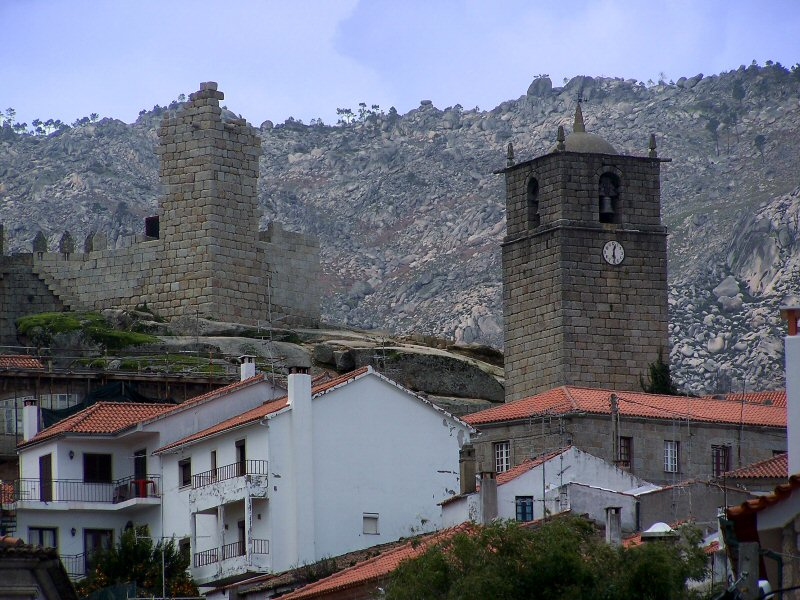
Castelo Novo
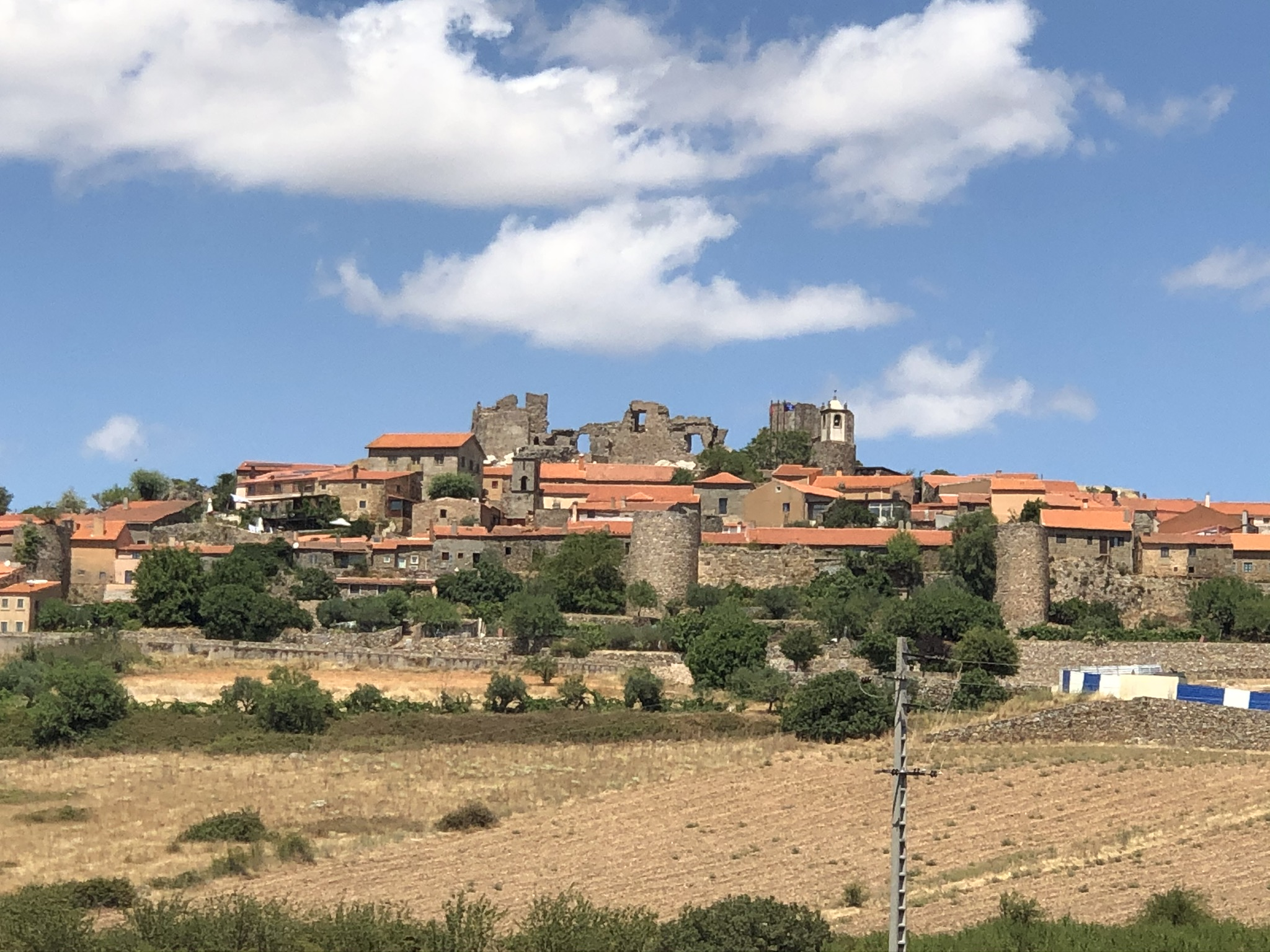
Castelo Rodrigo
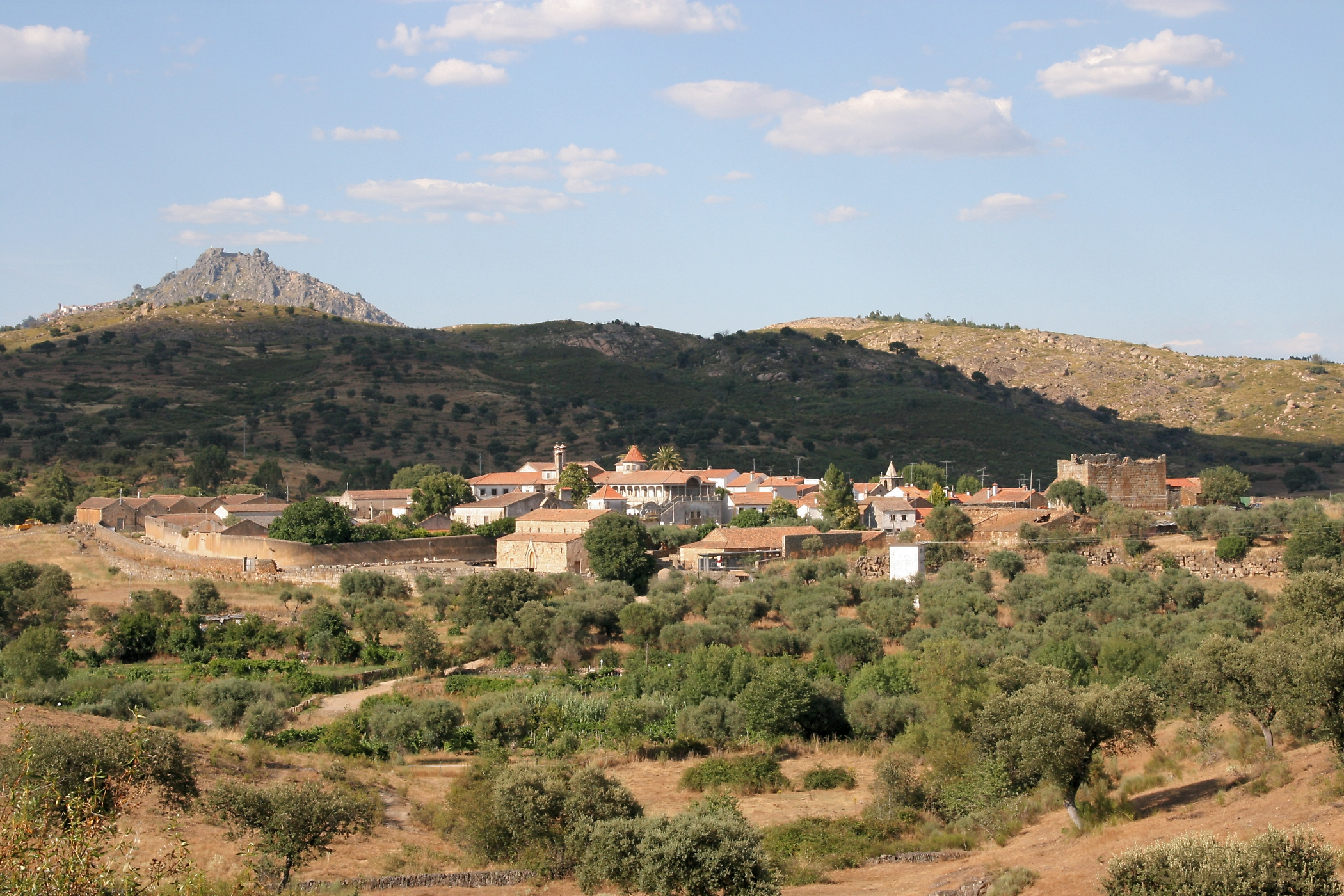
Idanha-a-Velha
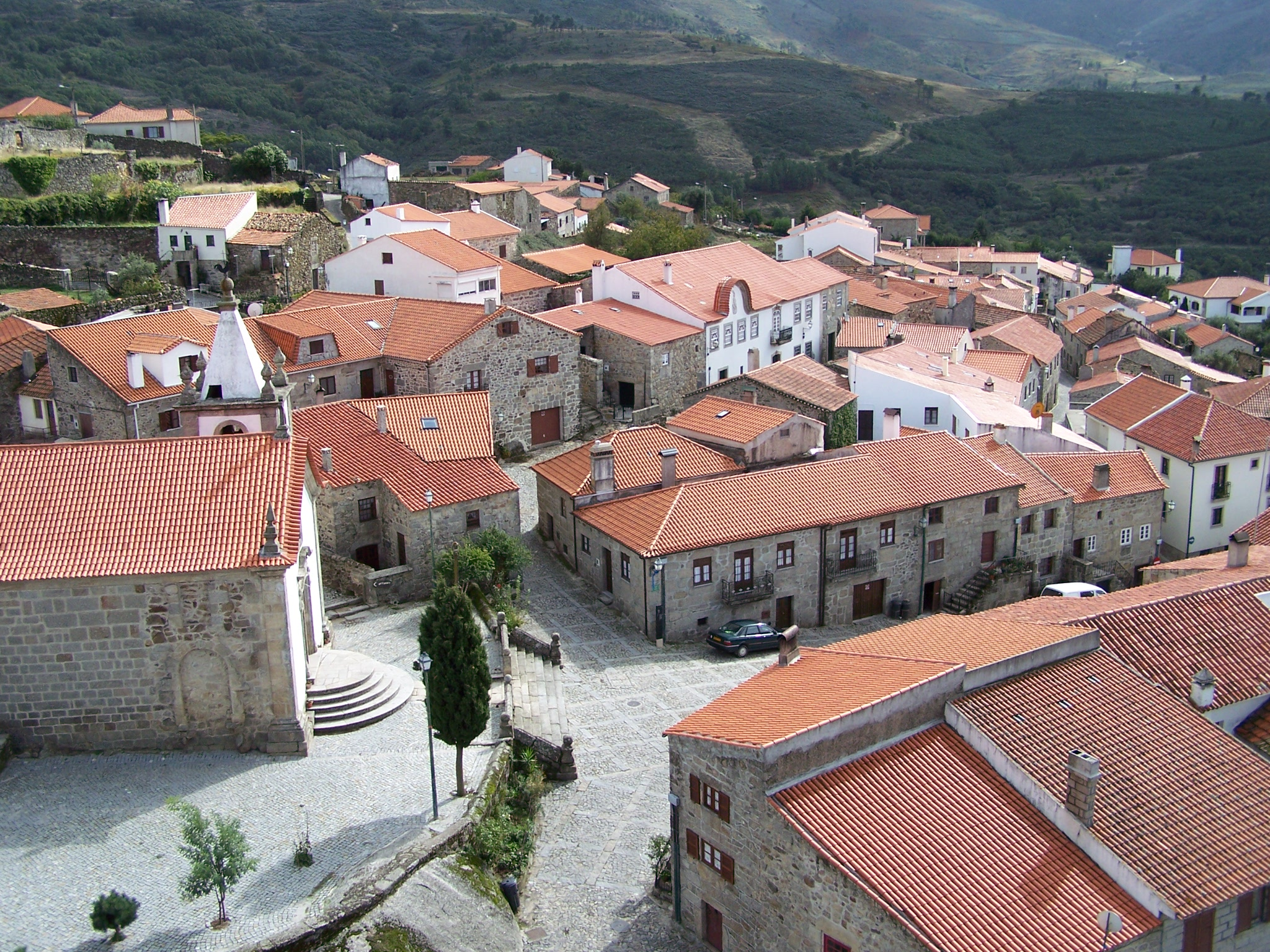
Linhares
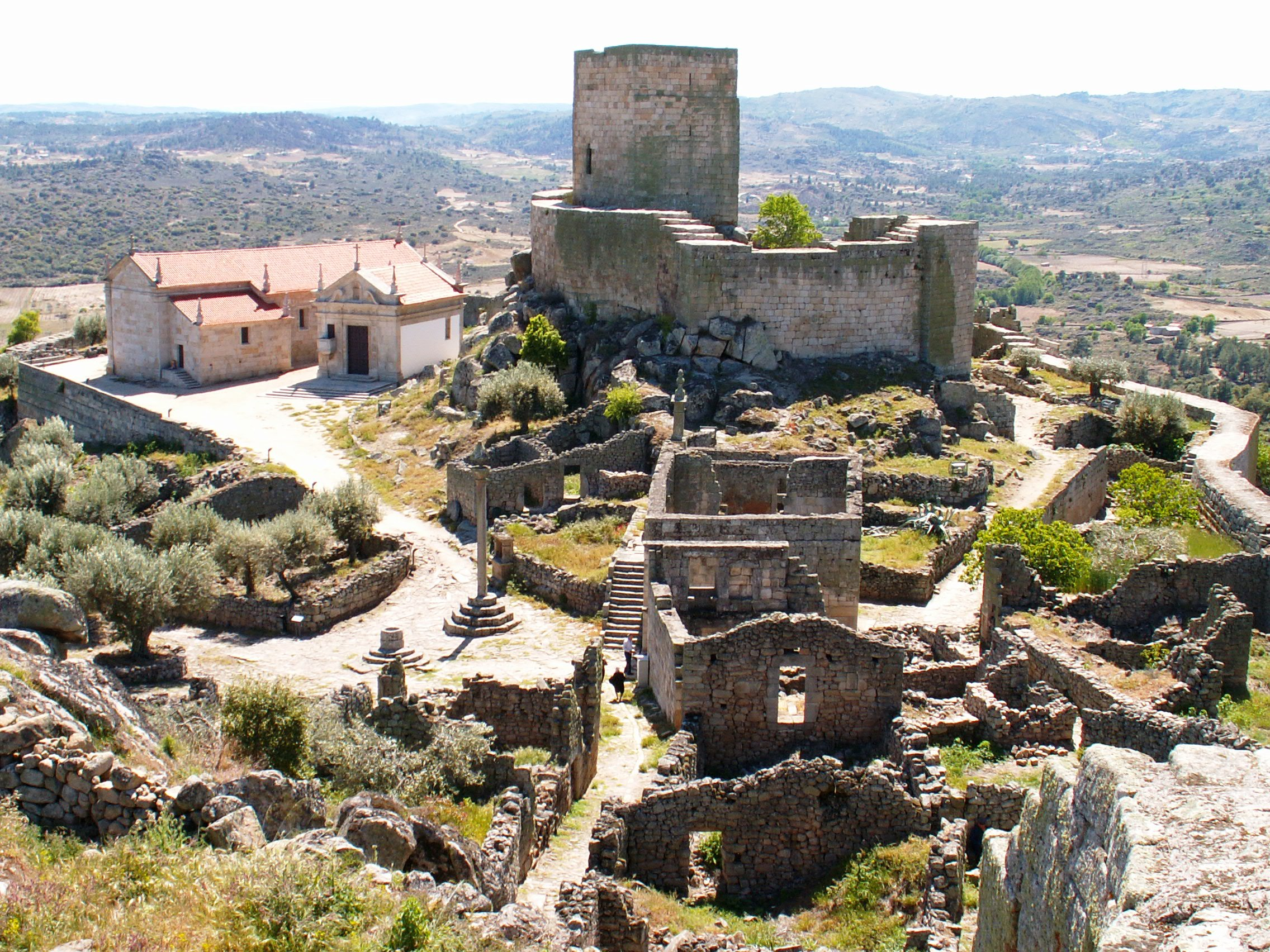
Marialva
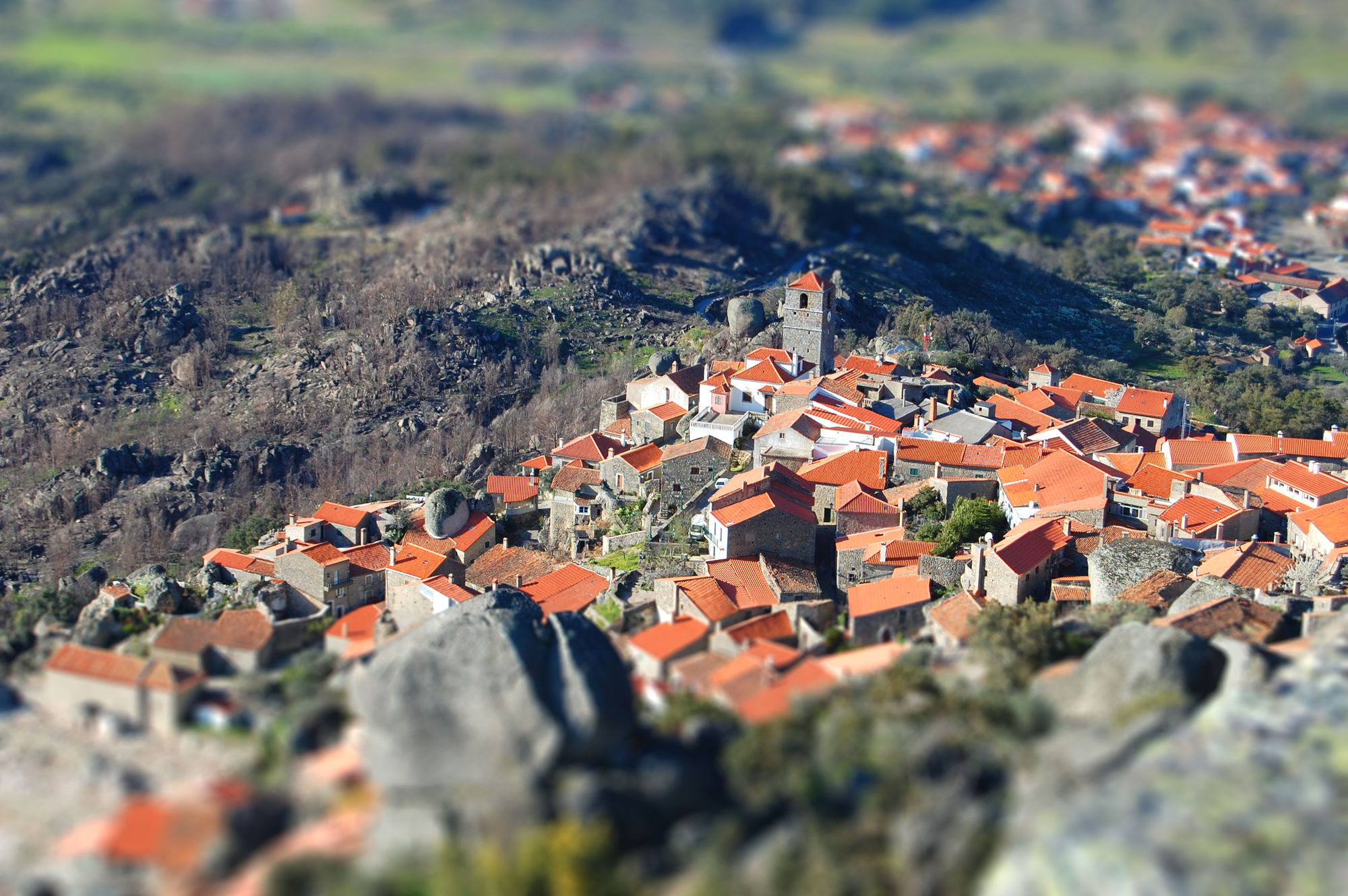
Monsanto
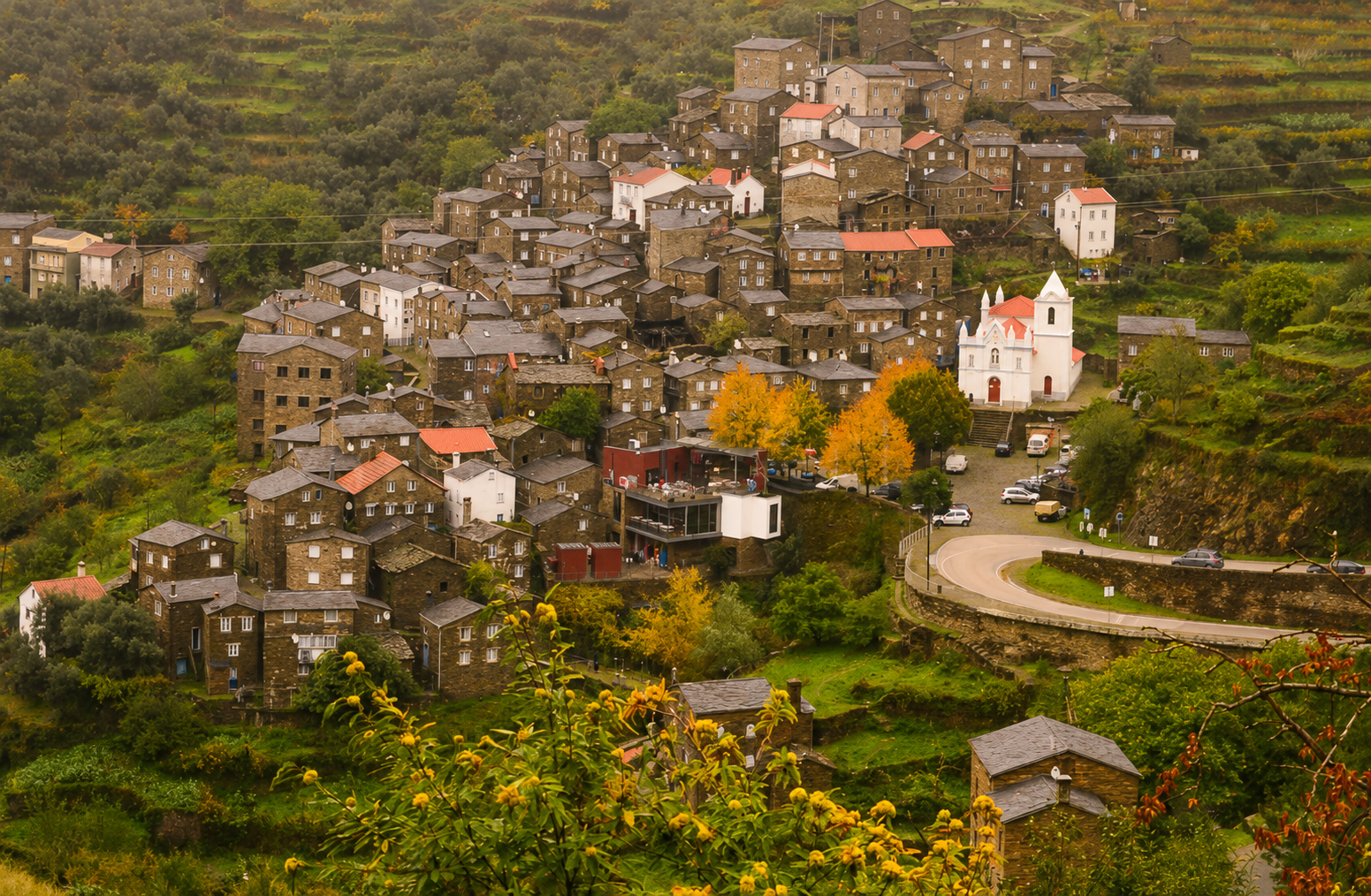
Piódão
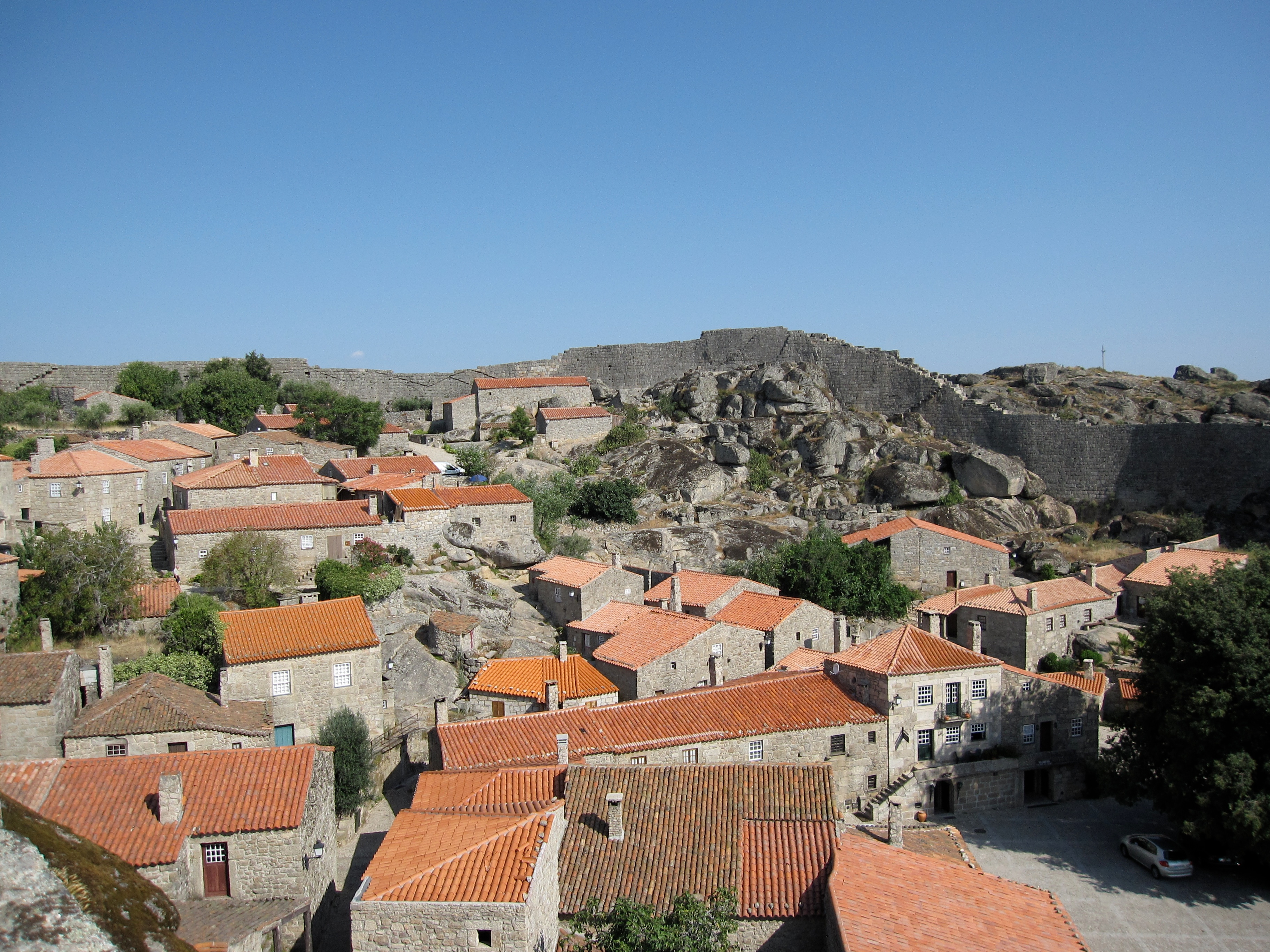
Sortelha
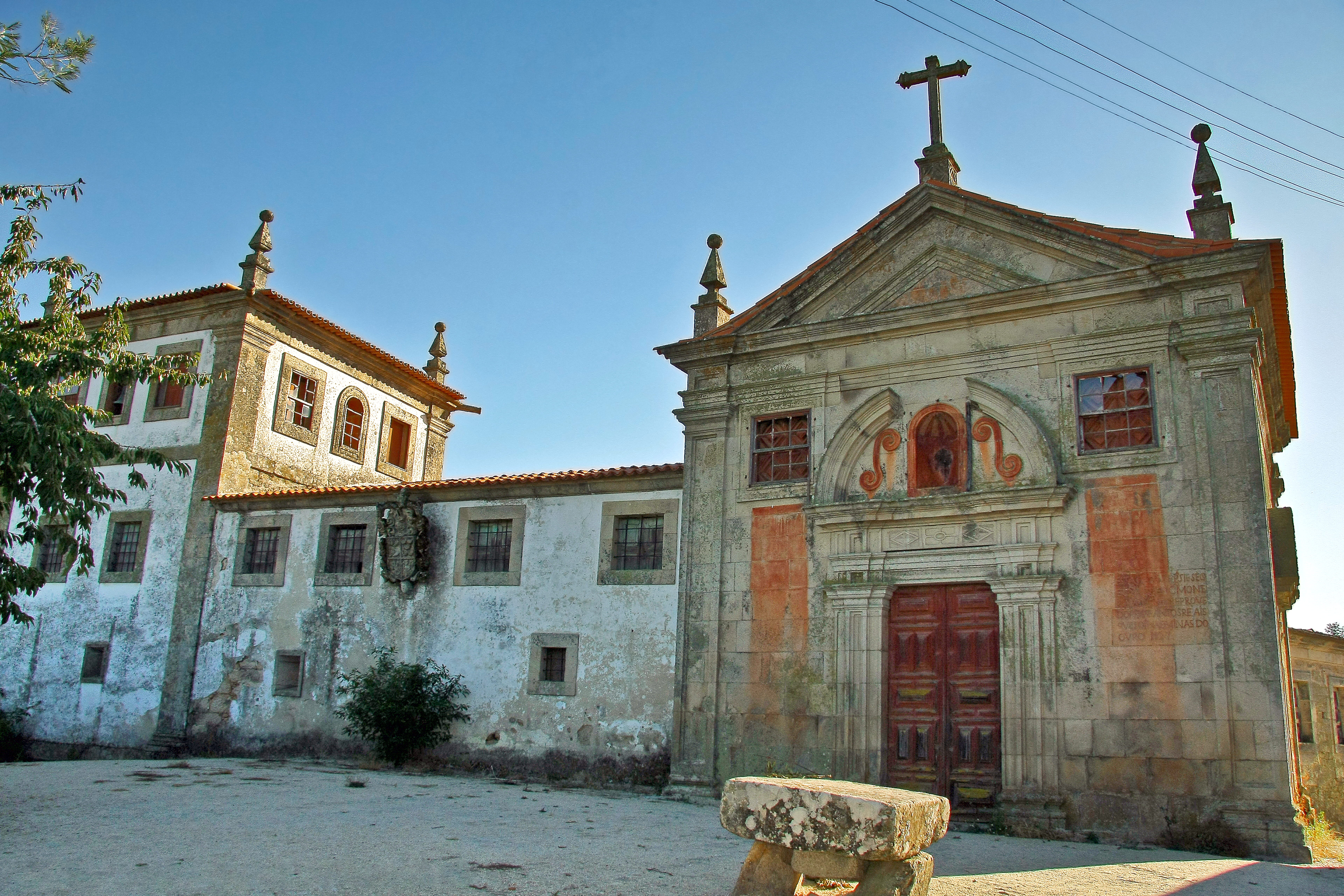
Trancoso